# Schizaea amazonica
Schizaea amazonica là một loài dương xỉ trong họ Schizaeaceae. Loài này được M.Takeuchi mô tả khoa học đầu tiên năm 1960.
Danh pháp khoa học của loài này chưa được làm sáng tỏ. 